# صعود القومية في الدولة العثمانية
تسبّب صعود المفهوم الغربي للقومية في ظل الدولة العثمانية في انهيار مفهوم الملّة العثماني في نهاية المطاف. كان فهم مفهوم بناء الأمّة السائد في الدولة العثمانية، والذي كان مختلفًا عن المفهوم الحالي إذ كان يتمحور حول الدين، عاملًا رئيسيًا في أفول الدولة العثمانية.

## خلفية الأحداث
كان الدين الإسلامي الديانة الرسمية في الدولة العثمانية. فقد كان معتنقوه يتمتّعون بجميع الحقوق، بالمقارنة مع غير المسلمين الذين كانت حقوقهم محدودة. يُشار إلى المجموعات الدينية العرقية الشرعية (أهل الذمّة؛ ذمّي) على أنّهم «ملل» مختلفة، بمعنى «أمم».
ظهرت أفكار القومية في أوروبا بفضل حركتي التنوير والرومانسية. في أوائل القرن التاسع عشر كان لا يزال معظم البلقان واقعًا تحت وطأة الحكم العثماني. خضعت الشعوب المسيحية، في البداية الصرب واليونانيون، وفيما بعد مسيحيّو الجبل الأسود وبلغاريا، لاستبداد العثمانيين لمدّة أربعة قرون ولكن مع ذلك استطاعت تلك الشعوب الحفاظ على وعيها القومي. إذ انتفضوا ونجحوا في الحصول على الحكم الذاتي من خلال الثورة الصربية (1804-1717)، وحرب الاستقلال اليونانية (1821-1829)، مما سمح بإقامة إمارة صربيا والجمهورية اليونانية. كانت الثورة الصربية أول ثورة في الدولة العثمانية لاكتساب طابعٍ قومي. وجرى تأسيس إمارة الجبل الأسود في لاحثًا من خلال علمنة الجبل الأسود ومعركة غراهوفاتش. تأسّست إمارة بلغاريا من خلال عملية النهضة القومية البلغارية، والصحوة القومية اللاحقة لبلغاريا، وإنشاء إكساركت البلغارية، وانتفاضة أبريل عام 1876 والحرب الروسية التركية (1877-1878).

## الألبان
وجّهت الحرب الروسية التركية في الفترة المتدّة ما بين عامي 1877 و1878 ضربةً حاسمة للقوّة العثمانية في شبه جزيرة البلقان، لتترك الإمبراطورية بسيطرة غير محكمة على مقدونيا والأراضي التي يقطنها الألبان. أدى خوف الألبان من تقسيم الأراضي التي يقطنونها بين الجبل الأسود وصربيا وبلغاريا واليونان إلى صعود القومية الألبانية. قسّمت أول معاهدة بعد الحرب، وهي معاهدة سان ستيفانو الموقّعة في 3 مارس عام 1878، أراضٍ يسكنها الألبان بين صربيا والجبل الأسود وبلغاريا. منعت الإمبراطورية النمساوية المجرية والمملكة المتحدة هذا الاتفاق لأنها مهّد لحصول روسيا على مركزها المُهيمن في دول البلقان، وبالتالي أحدثت اضطرابًا في توازن القوى الأوروبية. عُقِد مؤتمر سلامٍ لتسوية النزاع في برلين في وقتٍ لاحق من العام.

## العرب
القومية العربية هي أيديولوجية قومية برزت في القرن العشرين بصفةٍ أساسية كردّ فعلٍ ضد القومية التركية.[محل شك] وتستند إلى فرضية أن الأمم من المغرب إلى شبه الجزيرة العربية يجمعها تراثها اللغوي والثقافي والتاريخي المشترك. تعتبر القومية العربية، والتي تدعو إلى إقامة دولة عربية واحدة، مفهومًا ذو صلة، ولكن ليس كل القوميين العرب يدعون إلى وحدة الأمة العربية. استجابةً للتأثيرات الغربية في القرن التاسع عشر، حدث التغيير الجذري. اندلع الصراع بين المسلمين والمسيحيين في أجزاء مختلفة من الإمبراطورية في تحدٍّ لهذا التسلسل الهرمي. يمثّل هذا الصراع بداية التوتّرات التي ألهمت إلى حدٍّ كبير الخطاب القومي والديني في الدول التي خلفت الإمبراطورية خلال القرن العشرين.
هناك شعور بالتضامن القبلي العربي (العصبية)، تؤكّده مزاعم النسب القبلي العربي واستمرار اللغة العربية الفصحى المتمثّلة في القرآن والحفاظ عليها منذ ظهور الإسلام، وهو شعور غامض بالهوية العربية بين العرب. ومع ذلك، لم يكن لهذه الظاهرة أي تجسيد سياسي (كانت الحركة الوهابية في القرن الثامن عشر في شبه الجزيرة العربية حركة دينية قبلية، وكان مصطلح «عربي» يستخدم استخدامًا رئيسيًا لوصف سكان الجزيرة العربية والبدو) حتى أواخر القرن التاسع عشر، عندما عقِبَ إحياء الأدب العربي في الولايات السورية للإمبراطورية العثمانية البحث في الهوية الثقافية العربية والمطالبة بمزيد من الحكم الذاتي لسوريا. هذه الحركة، على أية حال، كانت تقتصر اقتصارًا شبه حصري على بعض المسيحيين العرب، ولم تلقَ دعمًا كبيرًا. بعد ثورة تركيا الفتاة عام 1908 في تركيا، تناول هذه المطالب بعض المسلمين العرب السوريين ومختلف الجمعيات العامة أو السرية (جمعية الإصلاح في بيروت بقيادة سليم علي سلام، 1912؛ حزب اللامركزية الإدارية العثمانية، 1912؛ القحطانية، 1909؛ جمعية العربية الفتاة، 1911؛ والعهد، 1912) التي جرى تأسيسها بهدف تعزيز المطالب التي تتراوح بين الحكم الذاتي واستقلال الأقاليم العربية العثمانية. اجتمع بعض من هذه المجموعات معًا بناءً على طلب من جمعية العربية الفتاة في عقد المؤتمر العربي الأول عام 1913 في باريس، حيث جرى البحث في الإصلاحات المطلوبة.

## الأرمن
إلى حين إرساء إصلاحات التنظيمات العثمانية، كانت الملّة الأرمينية تقع تحت إشراف إثنارك (قائد «قومي»)، تابعٍ لكنيسة الأرمن الأرثوذكس. تمتعت الملّة الأرمينية بقدرٍ كبير من السلطة –فقد وضع الملل قوانينهم الخاصة وجمعوا ضرائبهم ووزّعوها. خلال فترة التنظيمات العثمانية، قدّمت سلسلة من الإصلاحات الدستورية تحديثًا محدودًا للإمبراطورية العثمانية وللأرمن أيضًا. في عام 1856، وعد «فرمان الإصلاحات» بالمساواة بين جميع المواطنين العثمانيين بغض النظر عن عرقهم ودينهم، مما وسّع من نطاق فرمان الكلخانة (فرمان التنظيمات) لعام 1839.
للتعامل مع الصحوة القومية الأرمنية، منح العثمانيون تدريجيًا المزيد من الحقوق لمواطنيهم الأرمن وغيرهم من المواطنين المسيحيين. في عام 1863، كان الدستور الوطني الأرمني هو الشكل الذي أقرّته الدولة العثمانية من خلال «مدوّنة التشريعات» التي تتألّف من 150 مادة صاغها «المثقفون الأرمن»، والتي حدّدت صلاحيات البطريرك الأرمني و«المجلس الوطني الأرمني» المشكّل حديثًا. بلغت الفترة الإصلاحية ذروتها مع إقرار الدستور العثماني (القانون الأساسي) لعام 1876، الذي صاغه أعضاء حركة العثمانيون الشباب، وصدر في 23 نوفمبر 1876. وقد رسّخ الدستور حريّة العقيدة والمساواة كحقٍّ لجميع المواطنين أمام القانون. شكّل المجلس الوطني الأرمني «الحوكمة في الحوكمة» للقضاء على الهيمنة الأرستقراطية للنبلاء الأرمن من خلال تطوير الطبقات السياسية في أوساط المجتمع الأرمني.

## الآشوريون
في ظل نظام حكم الملّة للدولة العثمانية، كانت كل طائفة من طوائف الأمّة الآشورية ممثّلة ببطريرك لكلٍ منها. تحت سلطة كنيسة طائفة المشرق، كان البطريرك هو القائد الدنيوي للملّة الذي كان تحت إمرته عددٌ من «الملوك» الذين تقع سلطتهم تحت سلطة البطريرك الذي يحكم كلًا من قبائلهم.
بدأ صعود القومية الآشورية الحديثة على يد مفكرين مثل آشور يوسف ونعوم فايق وفريد نزهة الذين سعوا إلى إرساء أمّة آشورية موحّدة تضم الطوائف اليعقوبية والنسطورية والكلدانية.